# George Lance
Pour les articles homonymes, voir Lance.
George Lance 1802-1864, est un peintre anglais du XIXe siècle, spécialiste des natures mortes.

## Œuvres dans les collections publiques
- Fruits, offrande d'automne, 1834, Tate Gallery, Londres ;
- Fruits, offrande d'été, 1848, Tate Gallery ;
- Fruits, 1848, Victoria et Albert Museum, Londres ;
- Le Bonnet rouge, 1857, Rijksmuseum, Amsterdam ;
- Nature morte aux fruits avec un jeune homme, 1854, Ashmolean Museum, Oxford ;
- Autportrait au crayon, National Portrait Gallery, Londres ;
- Nature morte aux fruits dans une caverne, 1854, aquarelle, musée de Norwich
- Nature morte aux fruits, huile sur toile, 1854, musée de Norwich